# SpaceClaim
SpaceClaim(スペースクレイム)とは、SpaceClaim Corporationより提供されるWindows完全準拠のノンフィーチャ・ノンヒストリー系3次元CADダイレクトモデラーである。

## 概要
SpaceClaim Corporationは 2005年9月に設立され、Borealis Ventures,　Kodiak Venture Partners,　North Bridge Venture Partners からの投資を受け、世界的に著名な経営陣、開発者、ボードメンバー等で構成されている。革新的かつ CADニュートラルな形状変更ソリューションを提供することで、より広い範囲のエンジニアが3D機械設計データを有効利用することに貢献しようとしている。
SpaceClaim 製品内では多くの Spatial 3D コンポーネントを使用している。 例えば、幾何形状生成／変更のための 3D ACIS モデラー、データ交換のための 3D InterOp である。
主に構想設計やCAE解析前の3DCADモデル修正に使用される。最近はデータコンバーター的な使われ方や、CATIAのデータを取り込んで3次元注記やモデルの図面化、モデルの確認という用途も増えつつある。

### ノンフィーチャ
フィーチャ系3DCADのCATIA V5やSolidWorksと異なり、フィーチャを持たず、自由にモデルの編集が出来る。

### アイコンベースのGUI
専用のコマンドを用いず、全て表示されているアイコンを用いてモデリングしていく。特に「プル」、「移動」、「フィル」、「組合せ」の４つのツールで大体のモデリングが可能となっている。

### ANSYSとの双方向連携
ANSYSパートナー製品で唯一の3Dダイレクトモデラーであり、ANSYS Workbenchとのリンクが確立されており、双方向連携が可能となっている。2009年10月1日より、ANSYS SpaceClaim Direct Modeler（ANSYS SCDM）という名称でOEM供給されている。

## 商品構成
- SpaceClaim Engineer

製品の核となる、部品・アセンブリの作成及び編集を行うのための強力なツール。モデリング機能、図面機能、3Dマークアップ機能、モデルクリーンナップ、CAE準備、板金といった機能が含まれている。
以下のデータ入出力をサポート。
入出力：ACIS, Rhinoceros, IGES, STEP, 3DPDF, DWG, DXF, STL, SketchUp
入力のみ：IDF
出力のみ：VRML, OBJ, Bunkspeed, XAML
オプション製品を追加することで、CatiaV4/V5、Pro/ENGINEER、Inventor 、NX、 SolidWorks等のネイディブデータが直接取り込める。 

## 供給体制
日本法人を構えており、スペースクレイム・ジャパン株式会社という。日本における販売総代理店およびサポートは、サイバネットシステム株式会社が行っている。